# Невероятный Халк (мультсериал, 1996)
«Невероятный Халк» (англ. The Incredible Hulk) — американский мультсериал в жанре супергеройского боевика, экранизация изданий Marvel Comics о Халке. Выдержав два сезона из 21 эпизода, мультсериал транслировался каналом UPN в 1996—1997 годах; заглавную роль озвучил бодибилдер Лу Ферриньо, ранее сыгравший Халка в телесериале 1978—1982 годов.
Сериал был отмечен появлением ряда гостевых персонажей из других сериалов по комиксам Marvel. Во втором сезоне формат сериала, сочтённый UPN как слишком мрачный, было решено изменить; для привлечения женской аудитории в качестве постоянного персонажа была введена Женщина-Халк, что отразилось в названии сериала.

## Роли озвучивали
| Актёр                         | Роль                               |
| ----------------------------- | ---------------------------------- |
| Нил Макдонаф и Лу Ферриньо    | доктор Брюс Беннер / Халк          |
| Джини Фрэнсис и Филис Сэмплер | Элизабет «Бетти» Росс              |
| Джон Вернон                   | генерал Таддеус «Громовержец» Росс |
| Майкл Донован                 | Серый Халк                         |
| Люк Перри                     | Рик Джонс                          |
| Кевин Шон                     | майор Гленн Тэлбот                 |
| Мэтт Фрюер                    | Сэмюэл Стернс / Лидер              |
| Марк Хэмилл                   | Юрий Тополов / Гаргулья            |
| Кэти Айрленд                  | Диана Дэвидс / Людоедка            |
| Ричард Молл                   | Эмиль Блонский / Мерзость          |
| Лиза Зейн и Кри Саммер        | Дженнифер Уолтерс / Женщина-Халк   |
| Стэн Ли                       | мистер Уолтерс                     |
| Джим Каммингс                 | Карл Кришер / Поглотитель          |
| Ричард Греко                  | Дэниэл Кетч / Призрачный гонщик    |
| Дориан Хэрвуд                 | Джеймс Роудс / Воитель             |
| Роберт Хейз                   | Тони Старк / Железный человек      |
| Бо Уивер                      | Рид Ричардс / Мистер Фантастик     |
| Чак МакКанн                   | Бен Гримм / Существо               |
| Джон Рис-Дэвис                | Тор Одинсон                        |
| Шадо Стивенс                  | Леонард Скиворски / Док Самсон     |
| Саймон Темплман               | доктор Виктор фон Дум              |